# Инцидент в Тонкинском заливе
Тонки́нский инцидент — общее название двух эпизодов, произошедших в водах Тонкинского залива в августе 1964 года с участием военно-морских флотов США и Северного Вьетнама. Последствием второго инцидента стало принятие Конгрессом США так называемой Тонкинской резолюции, предоставлявшей президенту Линдону Джонсону правовые основания для прямого использования вооружённых сил страны во Вьетнамской войне.

## Предпосылки
В 1954 году Вьетнам был временно разделён на две части Женевскими соглашениями, завершившими колониальную войну Франции в Индокитае. Предполагалось, что в следующие два года будут проведены свободные выборы, после которых обе части воссоединятся. Однако по ряду причин проведение выборов было сорвано. С 1957 года в Южном Вьетнаме коммунистические партизаны вели вооружённую борьбу против проамериканского правительства Нго Динь Зьема, сорвавшего выполнение Женевских соглашений. В 1959 году руководство Демократической Республики Вьетнам (Северный Вьетнам) приняло решение оказать военную помощь повстанцам, поскольку мирные пути объединения страны зашли в тупик.
К 1964 году США оказывали возрастающую поддержку южновьетнамскому правительству, предоставляя оружие и военных советников для ведения боевых действий против партизан НФОЮВ, однако ещё не принимали непосредственного участия в войне.
В 1964 году ВМС США проводили у берегов Северного Вьетнама операцию «DESOTO». В рамках этой операции в Тонкинском заливе находился корабль, выполнявший радиотехническую разведку; в начале августа эту задачу выполнял эсминец «Мэддокс».

## Инцидент 2 августа

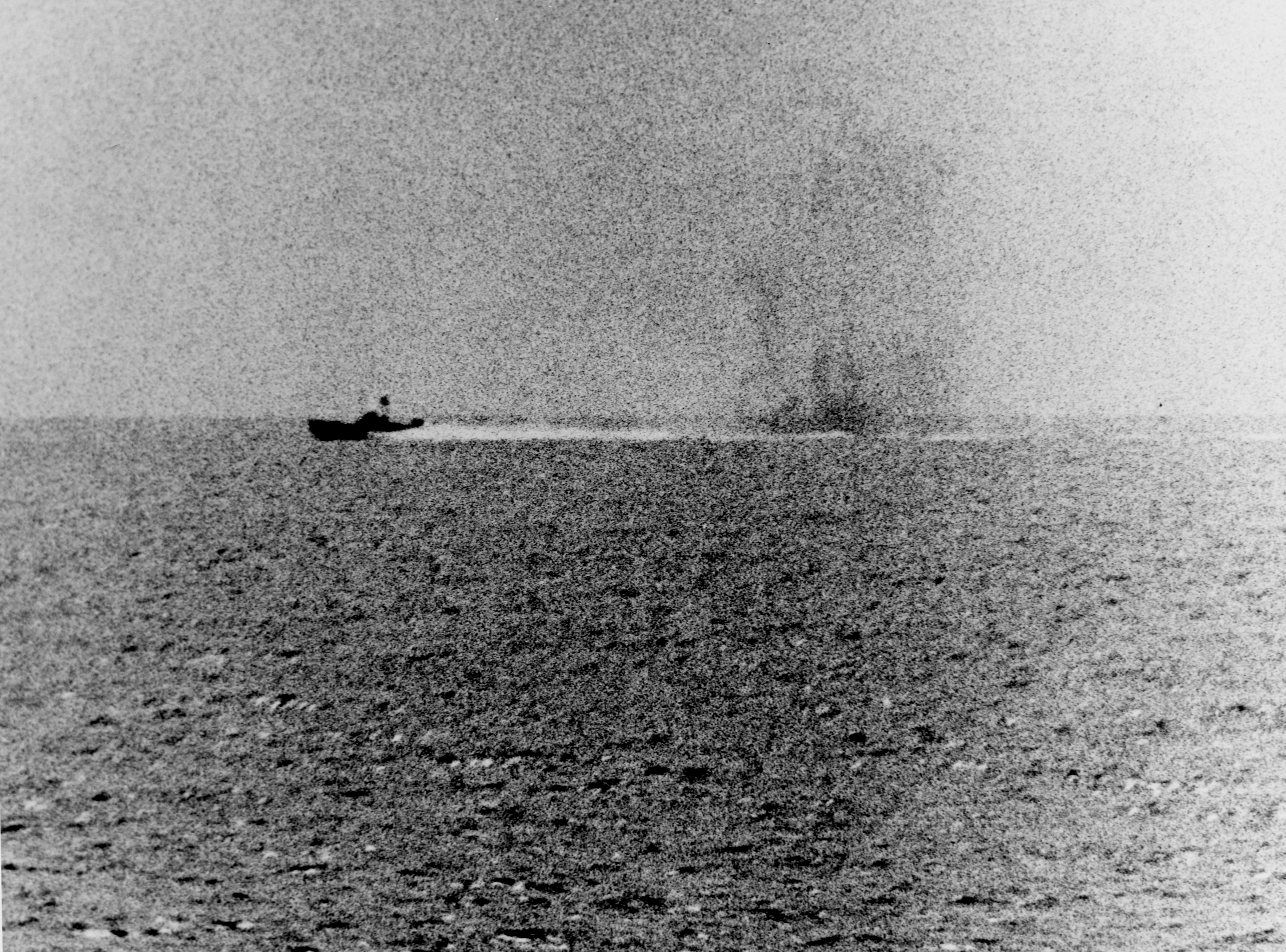
Северовьетнамский торпедный катер уходит от огня «Мэддокса» 2 августа 1964 года

Во второй половине дня 2 августа 1964 года «Мэддокс», по утверждению американской стороны, находился в международных водах. Внезапно экипаж корабля обнаружил три приближающихся северовьетнамских торпедных катера. Как утверждается, они вели себя агрессивно, и капитан «Мэддокса» отдал приказ произвести предупредительный выстрел. В ответ на это катера открыли огонь по эсминцу из крупнокалиберных пулемётов и произвели торпедные пуски, однако все торпеды прошли мимо цели. В завязавшийся морской бой вступило звено американских палубных истребителей F-8 «Крусейдер», выполнявших тренировочный полёт возле своего авианосца «Тикондерога», также находившегося в заливе. Катера получили повреждения и прекратили атаку, взяв курс на свою базу. Считается, что в бою один из катеров был потоплен.
Факт морского боя 2 августа подтверждается как множеством американских исследователей, так и вьетнамской стороной — бывшим министром обороны ДРВ Во Нгуен Зяпом и официальной вьетнамской историей войны. Согласно официальной вьетнамской версии, эскадрон торпедных катеров «героически атаковал и изгнал „Мэддокс“». Однако остаются вопросы о том, где находился эсминец «Мэддокс» (не исключено, что он вторгся в территориальные воды Северного Вьетнама). Американское руководство предпочло никак не реагировать на инцидент, сочтя его случайностью. «Мэддокс» получил приказ продолжать выполнение своего задания. К нему присоединился эсминец «Тэрнер Джой».

## Инцидент 4 августа
Вечером 4 августа в Тонкинском заливе был тропический шторм. Когда уже стемнело, радары «Мэддокса» стали показывать приближение быстроходных целей, причём более совершенные гидроакустическая станция и РЛС эсминца «Тэрнер Джой» никаких целей не видели. К этому моменту капитаны эсминцев уже получили по разведывательным каналам предупреждение о возможном нападении северовьетнамских катеров. Радары показывали, что к эсминцам приближается более десятка неизвестных объектов, и американские корабли открыли огонь. Поднятые с авианосца самолёты не обнаружили в этом районе никаких других кораблей. В условиях шторма и темноты никто из состава экипажей эсминцев визуально не наблюдал что-либо, что можно было бы надёжно идентифицировать как северовьетнамский катер.
В это время первые сообщения о предполагаемом нападении на американские корабли в Тонкинском заливе прибыли в Вашингтон. Ситуация была неясной, информация продолжала поступать, однако президент Джонсон, вероятно, учитывая факт инцидента 2 августа, не поставил под сомнение возможность второго нападения. Он распорядился нанести авиационные удары по базам северовьетнамских торпедных катеров и по нефтехранилищу, чтобы лишить катера топлива. Операция под кодовым названием «Пронзающая стрела» была проведена 5 августа, это был первый налёт американской авиации на Северный Вьетнам.

## Последствия
Конгресс США, поставленный перед фактом двух агрессивных акций ВМС Северного Вьетнама против американских кораблей в международных водах, 7 августа принял так называемую «Тонкинскую резолюцию». Резолюция уполномочивала Джонсона принять меры для пресечения дальнейших нападений, а также разрешала президенту предпринять все шаги, включая использование вооружённых сил США, для защиты свободы стран Юго-Восточной Азии. Эта резолюция стала правовой основой для начала полномасштабного участия США в боевых действиях без формального объявления войны.

## Противоречивость
Ещё в ходе Вьетнамской войны в США поднимался вопрос о том, что предполагаемого нападения северовьетнамских торпедных катеров 4 августа в действительности не произошло. Первым в возможности нападения усомнился капитан Джон Геррик, под чьим оперативным контролем находились оба эсминца; на следующий день он сообщил командованию ВМС: «Вся акция весьма сомнительна, кроме явного намерения противника вначале устроить засаду». Практически все современные исследователи в той или иной мере признают, что атаки 4 августа не было. Показания радаров американских эсминцев могли быть помехами, вызванными штормом, а сообщения акустика о выпущенных по кораблям торпедах можно списать на его неопытность и характерные шумы, возникающие при боевом маневрировании корабля. В 1995 году бывший министр обороны США Роберт Макнамара встретился с бывшим министром обороны Северного Вьетнама Во Нгуеном Зяпом; они оба занимали свои посты во время Тонкинского инцидента. Зяп подтвердил, что морской бой 2 августа имел место, и категорически отверг возможность второго столкновения 4 августа.
Значительные противоречия имелись и продолжают иметь место относительно того, знал ли президент Джонсон о том, что второй атаки не было. Существуют свидетельства того, что ему было известно о сомнительности всего эпизода уже на следующий день. В конце 2005 года Агентство национальной безопасности рассекретило ряд документов, касающихся инцидента в Тонкинском заливе. Среди них была статья историка АНБ Роберта Хэниока, в которой он пришёл к выводу, что АНБ намеренно предоставляло американскому руководству искажённые отчёты о событиях 4 августа.

## Предположения и неточности
Многие авторы, особенно антивоенной направленности, полагают, что Тонкинский инцидент был намеренно спровоцирован (или сфабрикован) руководством США для того, чтобы получить предлог для вооружённого вмешательства во Вьетнаме. Первым информацию о ложном представлении инцидента получил и передал в прессу Даниэль Эллсберг.
Из-за отсутствия подробной информации или её неполноты во многих источниках получили хождение искажённые версии Тонкинского инцидента. Нередко упоминается только одно нападение, в связи с чем можно встретить и разные даты самого инцидента — 2 или 4 августа; например, известный журналист Михаил Ильинский, бывавший во время войны в Северном Вьетнаме и написавший на эту тему несколько книг, в своей статье 2008 года «Пилоты в пижамах в ханойском плену» при описании Тонкинского инцидента вообще не упоминает о морском бое 2 августа. Из-за подобных обобщений весь Тонкинский инцидент нередко называется фальсификацией, в подтверждение чему иногда приводятся аргументы, касающиеся событий 4 августа.

## Отражение в культуре
В кино:
- «Любя и воюя» (1987) — американский художественный фильм по книге воспоминаний Джеймса Стокдэйла.